# Tales of a Third Grade Nothing
Tales of a Third Grade Nothing, Cuentos del tercer curso en España y Cuentos de Tercer Grado en Hispanoamérica es el sexto episodio de la séptima temporada de Padre de Familia que fue emitido el 16 de noviembre de 2008 y que terminó la primera mitad de la temporada.  El título del episodio es una referencia a la novela de Judy Blume Tales of a Fourth Grade Nothing, donde el narrador y protagonista (Peter Warren Hatcher) es llamado Peter. El episodio fue visto por 8,52 millones de personas, como de las críticas más positivas recibidas.
El episodio fue escrito por Alex Carter y dirigido por Jerry Langford. El episodio presentó apariciones de invitados como Bob Barker, James Burkholder, Max Burkholder, Chace Crawford, Elisha Cuthbert, Kaylee DeFer, Andy Dick, Carrie Fisher, Bruce Jenner, Phil LaMarr, Debbie Reynolds, Frank Sinatra Jr., David Adkins, Billy Unger y Mae Whitman, junto con varios actores de voz invitados y recurrentes en la serie.

## Argumento
Peter está sentado en su despacho cuando tiene que subir unos informes al presidente. En su camino, decide ir al baño para ejecutivos. Cuando descubre la lujosidad del baño, decide trabajar lo posible para poder llegar a ser director. Pero cuando intenta impresionar a su jefa Angela explotando un cartel de la empresa Anheuser-Busch, vuela sin querer parte del hospital infantil. No obstante, Angela queda sorprendida de su mejoría en el trabajo y le ofrece un puesto de ejecutivo. Sin embargo, en RRHH le dicen que primero ha de completar el tercer grado de educación para obtener el puesto.
Peter empieza a ir a clase, pero lo hace de mala manera. Pasa de las clases y empieza a burlarse de sus compañeros. Incluso llega a tener a Quagmire, que hace de padre, para recogerle durante una clase. Pero la profesora dice que Peter no parece a su hijo, sino que se parece a otro con sus mismos rasgos faciales. Quagmire corre aturdido y se encuentra con otros tres hijos suyos (uno de ellos al tener relaciones sin condón con otra profesora). Peter finalmente se consigue graduar al deletrear correctamente la palabra "lesbianas". Cuando Peter vuelve al trabajo, Angela le dice que tendrá que ir a la cárcel por el asesinato de 19 niños en la explosión del hospital en lugar de obtener el ascenso. Afortunadamente para él, sólo pasará una semana en la cárcel saliendo el domingo siguiente a las 21:00 (el horario habitual de Padre de Familia).
Mientras tanto, Frank Sinatra Jr. vuelve a la serie para cantar junto a Brian en el Quahog Cabana Club.  Compran el establecimiento y Stewie termina convirtiéndolo en un club nocturno llamado pLace.  Al principio, Frank y Brian se sentían incómodos, pero sus sentimientos cambian una vez que consiguen meterse en el día adía del club.  Sin embargo, el club pierde rápidamente su popularidad una vez que Andy Dick es visto allí.

## Producción
El episodio fue escrito por Alex Carter, siendo este su primer trabajo como guionista de la serie, y dirigido por Jerry Langford, también recién incorporado al equipo de producción tras trabajar en las series Mission Hill y Los Oblongs. Posteriormente volvería a dirigir Stew-Roids. Peter Shin y James Purdum fueron los directores de supervisión y Walter Murphy compuso el hilo musical del capítulo.
Los actores Carrie Fisher y Frank Sinatra Jr. volvieron a interpretar a sus respectivos personajes: Angela y el propio Sinatra a sí mismo. Fisher fue alabada positivamente por The Hollywood Reporter calificando a la jefa de Peter como el "quinto personaje importante" personificado por la actriz. En cuanto a Sinatra, regresó por segunda vez tras Brian Sings and Swings.
También colaboraron otros actores y personalidades como Bob Barker, James Burkholder, Chace Crawford, Elisha Cuthbert, Kaylee DeFer, Andy Dick, Bruce Jenner, Phil LaMarr, Debbie Reynolds, Sinbad, Billy Unger y Mae Whitman.